# Поправка кишобрана
Поправка кишобрана је један од старих заната који и данас постоје. Некада је у Београду било неколико радњи које се баве тим послом, а данас је позната само једна која је отворена у другој половини 20. века. И данас се поправљају кишобрани, али не толико често. Прва фабрика кишобрана и сунцобрана основана је у Београду крајем 19. века, па је самим тим и поправка била неопходна.